# Lollipopaia minuta
Lollipopaia minuta är en svampart som beskrevs av Inderb. 2001. Lollipopaia minuta ingår i släktet Lollipopaia, ordningen Diaporthales, klassen Sordariomycetes, divisionen sporsäcksvampar och riket svampar.   Inga underarter finns listade i Catalogue of Life.